# Darmantowa
Darmantowa (biał. Дармантова; ros. Дормантово, Dormantowo) – wieś na Białorusi, w obwodzie witebskim, w rejonie dokszyckim, w sielsowiecie Biarozki. W 2009 roku liczyła 9 mieszkańców.